# Cibicididae
Cibicididae es una familia de foraminíferos bentónicos de la superfamilia Planorbulinoidea, del suborden Rotaliina y del orden Rotaliida. Su rango cronoestratigráfico abarca desde el Berriasiense (Cretácico superior) hasta la Actualidad.

## Clasificación
Cibicididae incluye a las siguientes subfamilias y géneros:
- Subfamilia Cibicidinae
  - Cibicicoides
  - Cibicides
  - Cibicidina
  - Cibicidinella
  - Discorbia
  - Falsocibicides †
  - Falsoplanulina †
  - Fontbotia
  - Lobatula
  - Montfortella
  - Orbiculoris
  - Paracibicides
  - Pseudocibicides †
  - Rectocibicidella
  - Rhodanopeza †
- Subfamilia Stichocibicidinae
  - Crimmia
  - Dyocibicides
  - Gutzia
  - Pyropiloides
  - Rectocibicides †
  - Stichocibicides †
- Subfamilia Annulocibicidinae
  - Annulocibicides †
  - Cyclocibicides
  - Cycloloculina †
  - Epithemella †
  - Planorbulinoides

Otro género considerado en Cibicididae y clasificado actualmente en otra familia es:
- Cibicidella de la subfamilia Annulocibicidinae, ahora en la familia Planorbulinidae

Otros géneros considerados en Cibicididae son:
- Cibicicoides de la subfamilia Cibicidinae, aceptado como Cibicides
- Craterella de la subfamilia Cibicidinae, considerado sinónimo posterior de Crateriola, y este a su vez de Cibicides
- Crateriola de la subfamilia Cibicidinae, aceptado como Cibicides
- Heterocibicides de la subfamilia Cibicidinae, aceptado como Montfortella
- Mesocibicides de la subfamilia Cibicidinae, aceptado como Montfortella
- Polyxenes de la subfamilia Cibicidinae, aceptado como Cibicides
- Quasicibicides † de la subfamilia Cibicidinae
- Soldanina de la subfamilia Cibicidinae, aceptado como Cibicides
- Storilus de la subfamilia Cibicidinae, aceptado como Cibicides
- Truncatulina de la subfamilia Cibicidinae, aceptado como Cibicides